# Charles de Suze
Ridder Charles de Suze was een Frans schrijver, auteur van een antimartinistisch geschrift.
De boeken van de Suze zijn in feite bedoeld om de werken van Louis-Claude de Saint-Martin en van Nicolas de Bonneville te bekampen. Matter zegt over de boeken van de Suze dat ze niet in de vergeethoek zijn geraakt, want ze werden niet eens opgemerkt. (M. Matter: Saint-Martin, le Philosophe Inconnu. Sa vie et ses écrits. Son maître Martinez et leurs groupes., Paris, Didier, 1862, P. 452)
Dat de Suze van mystificatie hield, blijkt uit de publicatiegegevens die hij vooraan in zijn boek geeft: A Salomonopolis, chez Androphile, à la Colonne inébranlable, 5784 (zowel deze plaatsnaam als de uitgever zijn of symbolisch bedoeld, ofwel spottend - het jaartal 5784 is de maçonnieke aanduiding voor 1784).

## Publicaties
- Suite des Erreurs et de la Vérité
- La Clef des Erreurs et de la Vérité